# Hernando County
Hernando County is een county in de Amerikaanse staat Florida.
De county heeft een landoppervlakte van 1.239 km² en telt 130.802 inwoners (volkstelling 2000). De hoofdplaats is Brooksville.

## Bevolkingsontwikkeling

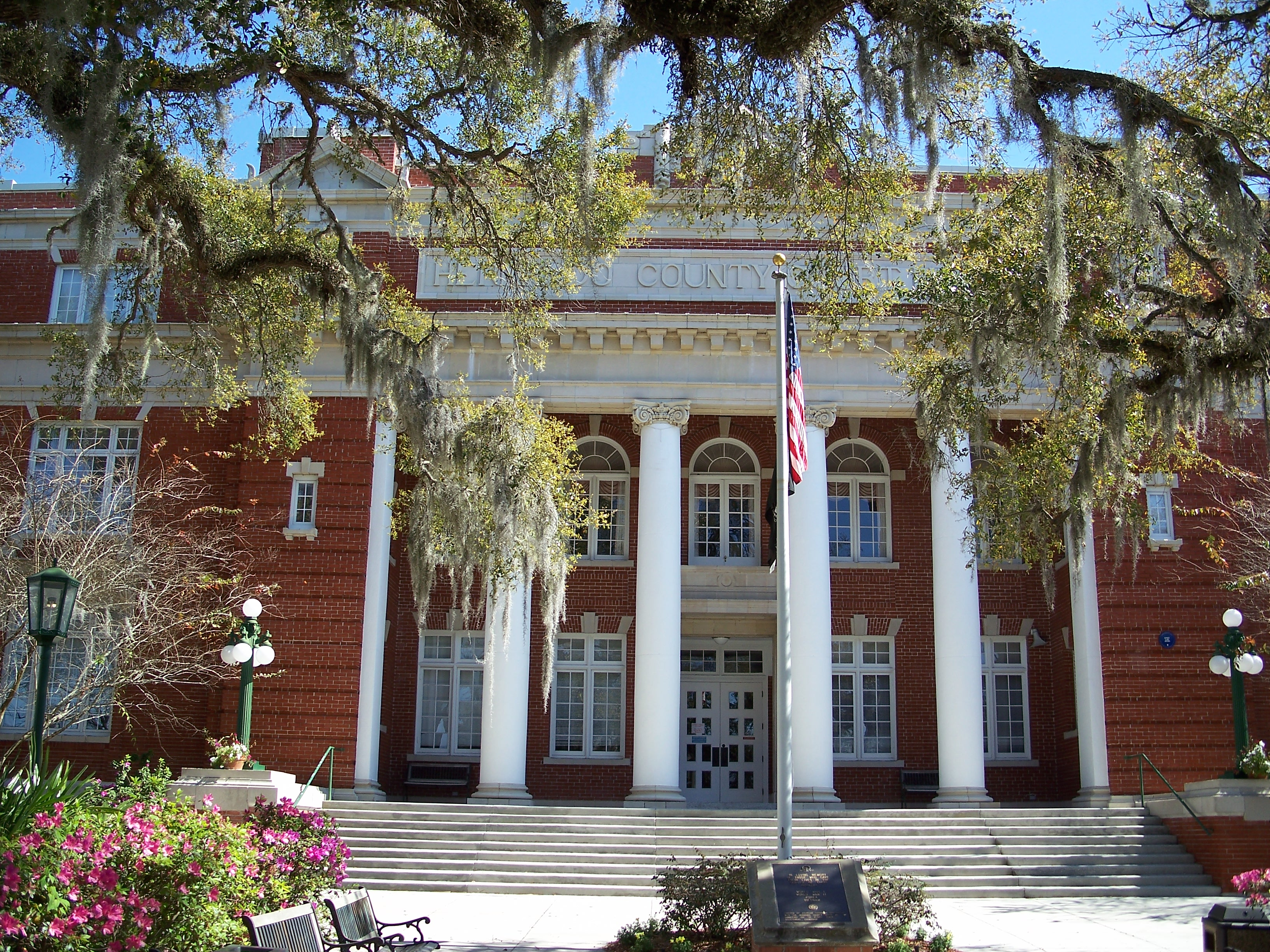
Hernando County Courthouse